# Steve Bartkowski
Steven Joseph „Steve“ Bartkowski (* 12. November 1952 in Des Moines, Iowa) ist ein US-amerikanischer ehemaliger American-Football-Spieler auf der Position des Quarterback. Er spielte fast seine gesamte Karriere bei den Atlanta Falcons in der NFL.

## College
Bartkowski ging auf die University of California, Berkeley. In seinem letzten Jahr warf er 2580 Yards und erzielte zwölf Touchdowns bei sieben Interceptions. In diesem Jahr wurde Bartkowski zum All-American gewählt.

## NFL
Bartkowski wurde im NFL-Draft 1975 von den Atlanta Falcons als erster Spieler ausgewählt. Er wurde in seiner ersten Saison von dem US-amerikanischen Sportmagazin The Sporting News zum Rookie of the Year ernannt. Bartkowski ist einer von zehn Quarterbacks in der NFL, welche in zwei aufeinanderfolgenden Saisons mehr als 30 Touchdowns warfen (1980 und 1981). In beiden Jahren wurde Bartkowski für den Pro Bowl nominiert. In der Saison 1983 hatte er ein Passer Rating von 97,6. 1985 spielte er in den ersten fünf Wochen, ehe er sich verletzte. Nach dem achten Spieltag wurde er auf der Injured Reserve List platziert, im November jedoch entlassen. Mitte Dezember 1985 verpflichteten die Washington Redskins Bartkowski als dritten Quarterback für die letzten beiden Saisonspiele. Bis 1995 war er der erste Spieler, dem es gelang in fünf aufeinanderfolgenden Heimspielen für sein Team drei Touchdowns pro Spiel zu erzielen. Bartkowski hält fast jeden Pass-Franchise-Rekord bei den Atlanta Falcons, am 30. Dezember 2013 überholte ihn jedoch Matt Ryan bei den geworfenen Yards überhaupt.

## Privates
Bartkowski ist verheiratet und hat zwei Söhne.